# 1024 (число)
Вижте пояснителната страница за други значения на 1024.
1024 (хиляда двадесет и четири) е естествено, цяло число, следващо 1023 и предхождащо 1025.
Хиляда двадесет и четири с арабски цифри се записва „1024“, а с римски цифри – „MXXIV“. Числото 1024 е съставено от четири цифри от позиционните бройни системи – 1 (едно), 0 (нула), 2 (два) и 4 (четири).

## Общи сведения
- 1024 е четно число.
- 1024 е година от Новата ера.
- Един кибибайт съдържа 1024 байта.